# IJshotel

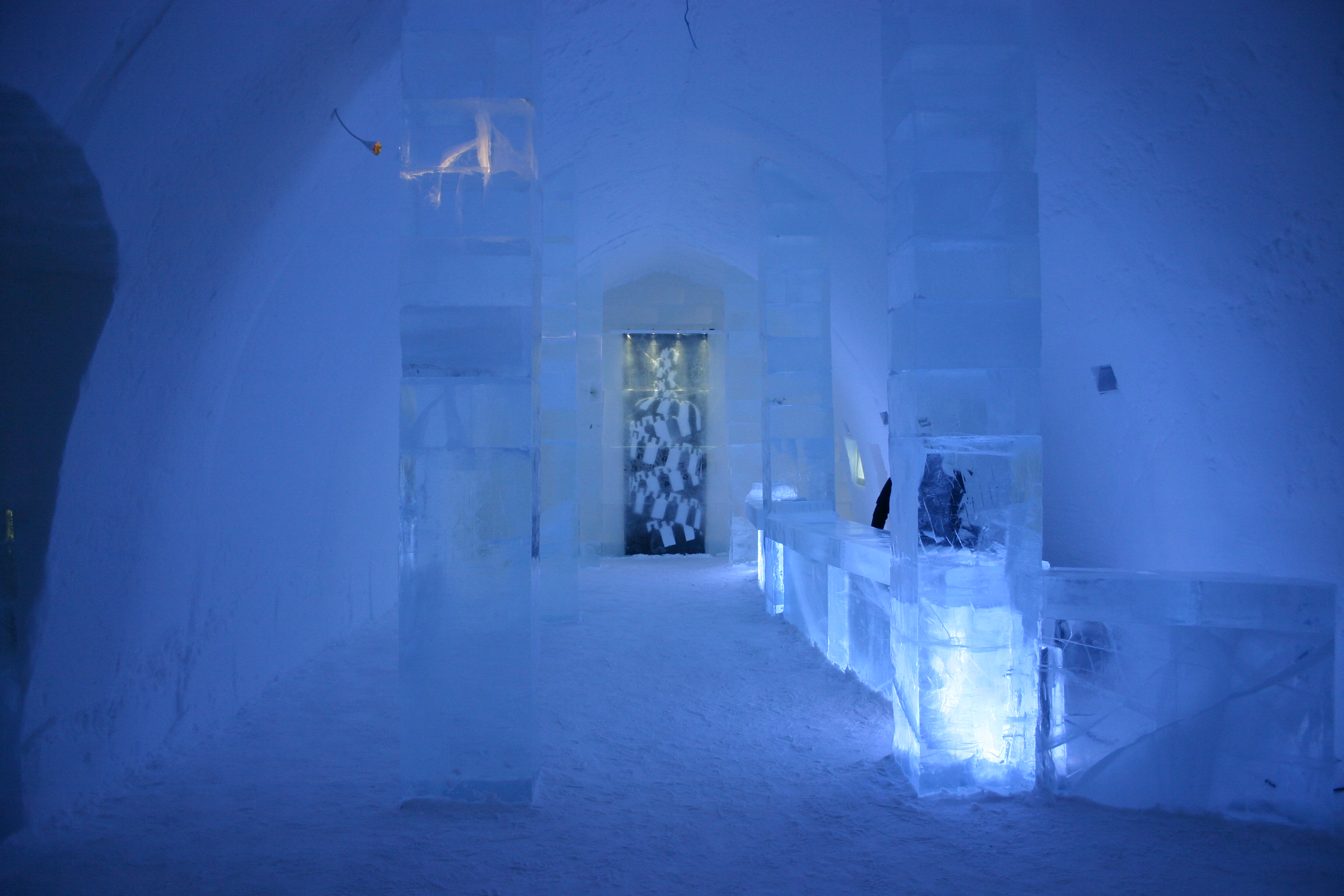
Absolut ijscafé in Jukkasjärvi, Zweden (december 2005)

Een ijshotel is een tijdelijk hotel geheel opgebouwd uit sneeuw en uitgehouwen blokken ijs en daardoor een voorbeeld van nieuwe architectuur. Ze worden gepropageerd door hun sponsors en hebben speciale aanbiedingen voor reizigers die belangstelling hebben voor innovatieve en ongebruikelijke ervaringen en bevinden zich daarom in de klasse van bestemmingshotels. De lobby's van een ijshotel zijn dikwijls voorzien van ijssculpturen. Alle ijshotels worden ieder jaar herbouwd. Eten en drinken zijn aangepast aan de omstandigheden.

## Zweden

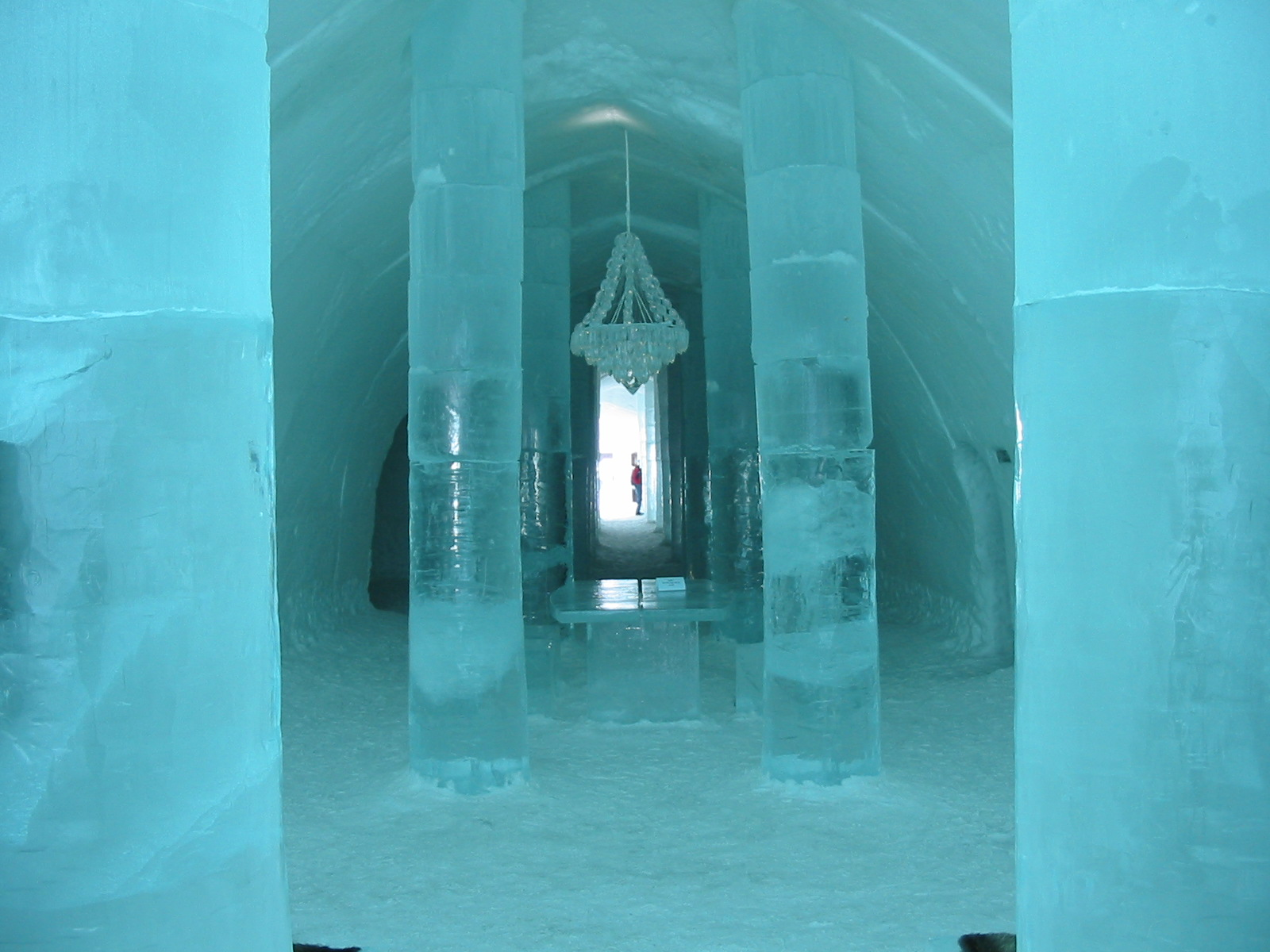
Het ijshotel in Jukkasjärvi

Dit ijshotel ligt in het dorpje Jukkasjärvi, 18 kilometer ten oosten van Kiruna in het Zweedse gedeelte van Lapland en op ongeveer 200 kilometer ten noorden van de poolcirkel.
Een ijshotel is geen standaard hotel . Het bestaat slechts een aantal maanden per jaar. In de zomermaanden smelt het hotel praktisch geheel weg en het moet ieder jaar vanaf oktober opnieuw opgebouwd worden uit enorme blokken ijs en sneeuw. Hiervoor worden ook kunstenaars uit vele landen uitgenodigd om echte ijssculpturen te maken. Vanaf december tot april is het hotel bruikbaar. Niet alleen de kamers, maar ook alle tafels, stoelen en bedden worden geheel van ijs gemaakt. Op de eettafels worden planken gelegd zodat de warme borden het ijs niet doen smelten. Het ijshotel beschikt zelfs over een ijskapel waar koppels elkaar het jawoord kunnen geven. In het hotel is het in de meeste ruimtes ongeveer min 5°C. Toiletten en douches worden wel verwarmd. De bedden, gemaakt van blokken ijs en sneeuw worden bedekt met rendiervellen en de gasten krijgen speciale thermokleding in bruikleen.
Het ijshotel is bereikbaar vanaf het vliegveld van het Zweedse Kiruna of vanuit het Finse Ivalo (het meest noordelijke gelegen vliegveld van Europa) per huurauto, taxi, hondenslee of sneeuwscooter.

## Nederland
In Zwolle vindt sinds 2011 jaarlijks een ijsbeeldenfestival plaats in de wintermaanden december en januari. Hierbij kan men ook overnachten in een indoor ijshotel welke uit ijs en sneeuw is opgebouwd. Het hotel bevindt zich in een 2000 vierkante meter grote tent, waar de temperatuur kunstmatig tussen de -5 en -10 wordt gehouden. In dit hotel bevinden zich 3 kamers.

## Noorwegen

### Ice Lodge
In Bjorli is de Ice Lodge een van de grootste Noorse hotels en maakt deel uit van Bjorligard. Het kent een langduriger seizoen dan de meeste ijshotels. Dit is te danken aan zijn hoge ligging (1,250 meter boven zeeniveau). Tot de lokale attracties behoren honden- en paardensledetochten, muskusossen safari, skiën, ijsvissen en slalomsleeën.

### Alta Iglo Hotel
Het ijshotel Sorrisniva Igloo in de omgeving van Alta wordt jaarlijks herbouwd sinds 2000. Het is gelegen in Finnmark op ongeveer 250 km van de Noordkaap en daardoor het meest noordelijk gelegen ijshotel van Europa. Het 2000 m2 grote hotel heeft 30 kamers, waarvan 2 suites versierd met talloze beeldhouwwerken en meubelen van ijs inclusief lichtarmaturen die een extra cachet geven aan de verscheidene kristallijne formaties. Naast de slaapkamers heeft het hotel ook een ijskapel, ijsgallerie en ijsbar waar drank geschonken wordt in ijsglazen. Het Alta Iglo Hotel heeft ieder jaar een ander thema. In 2004 de Vikingen, in 2005 Noorse sprookjes en in 2006 wilde dieren uit de streek. De gasten slapen in slaapzakken op rendierhuiden.

## Canada

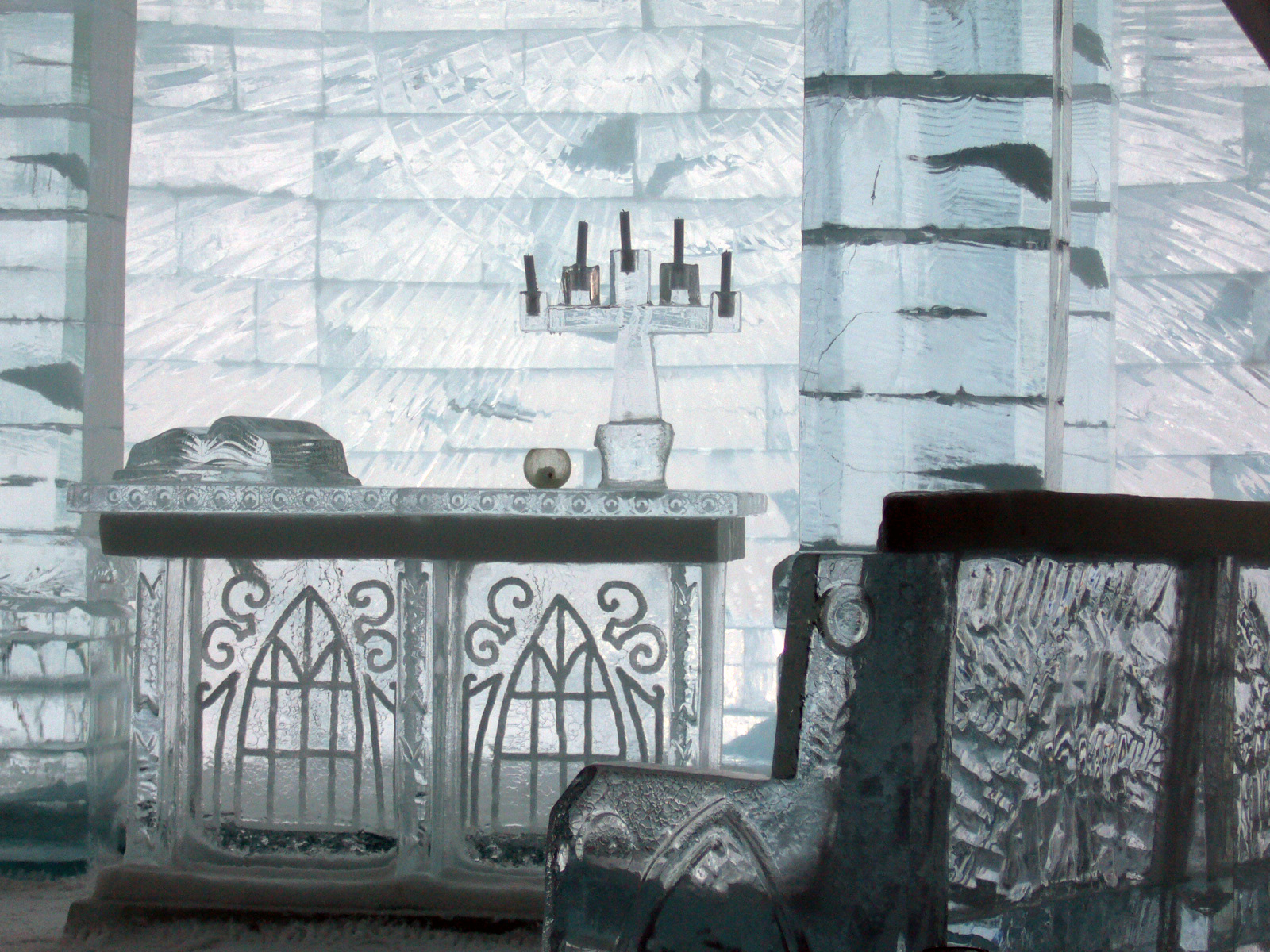
Kapel van ijshotel Quebec (February, 2006)

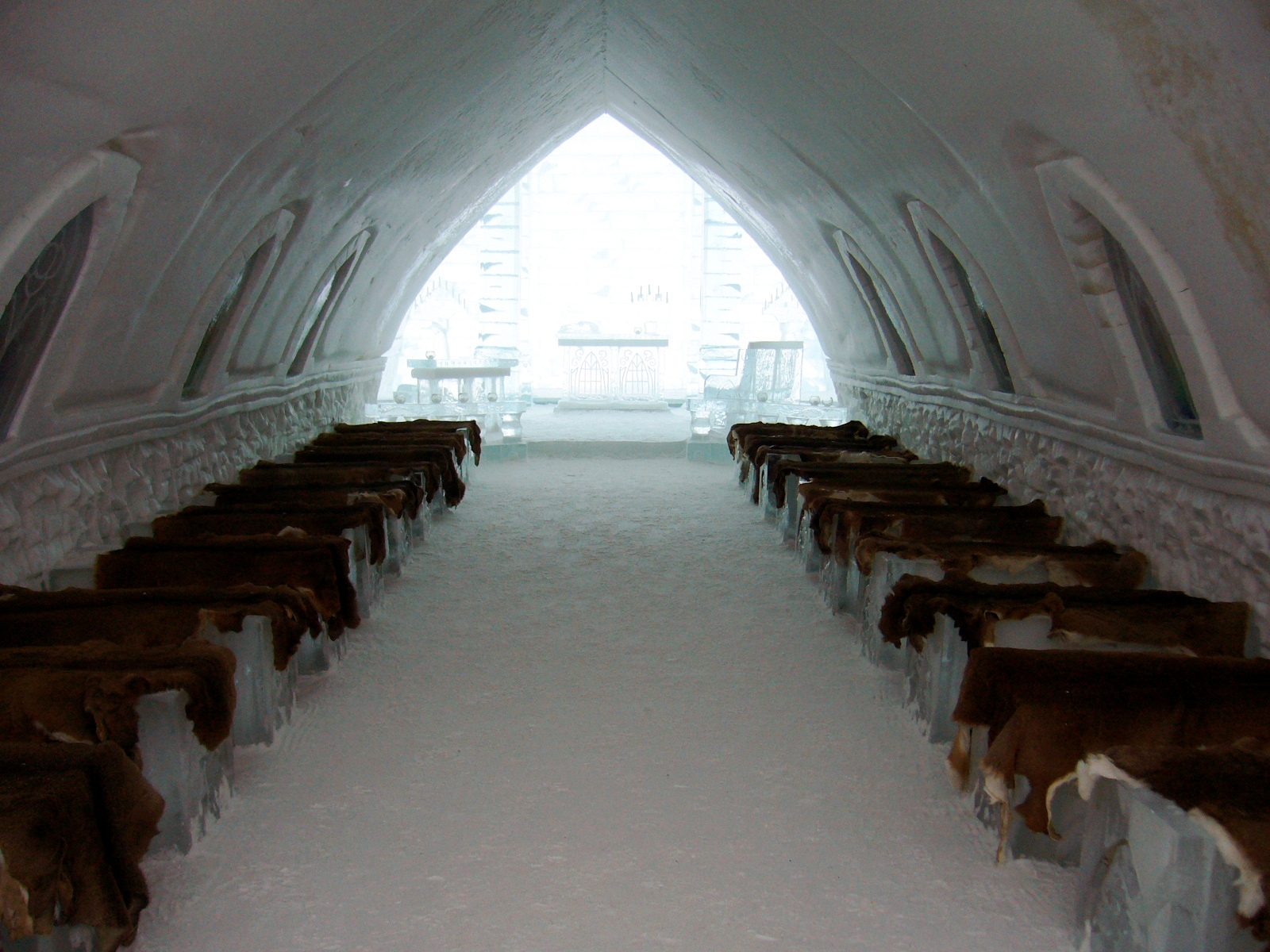
Zelfde kapel van afstand

Ongeveer 10 km ten oosten van Quebec, nabij Montmorency Falls en op het grondgebied van het Duchesnay wintersportcomplex wordt het eerste ijshotel van Noord-Amerika elk jaar in januari opnieuw opgetrokken. Zijn 22 bedden waren alle uitverkocht toen het voor de eerste keer openging in 2000. De laatste keer had het 85 bedden, alle van ijs, maar bedekt met matrassen en hertenvacht en poolslaapzakken. Slechts de badkamers zijn verwarmd door een afzonderlijk systeem. Het hotel is doorgaans gemaakt (architectuur en omvang wisselen van seizoen tot seizoen) van 4750 ton gehouwen ijs, bogen vormend boven de kamers van 5 m en meer voor twee kunstgalerieën, een bar, een bioscoop en een huwelijkskapel. De muren zijn gemiddeld meer dan 120 cm dik. Alle meubels zijn van ijs. Daarbij zijn net als in het Kiruna ijshotel ijsglazen in gebruik, en worden koude gerechten in de bar (en de kamers) op ijsborden geserveerd.

## Finland
Het Mammoet Sneeuwhotel is niet een echt ijshotel, want het is geheel van sneeuw gemaakt. Veel meubelstukken en ornamenten, zoals ijsbeelden, zijn echter wel van ijs. Het is gelegen binnen de muren van het Sneeuwkasteel van Kemi, het grootste sneeuwkasteel op aarde. Hieronder vallen het Mammoet Sneeuwhotel, het kasteelhof, het Sneeuwrestaurant, een huwelijkskapel en meer.
Er zijn ook ijsdecoraties in het Lainio Sneeuwhotel (bij Ylläs en Levi).

## Roemenië
In 2006 is het eerste ijshotel in Oost-Europa gebouwd aan het Bâleameer (Roemenië), diep in het Fagarasgebergte op een hoogte van 2034 m.